# Karl Vibach
Karl Vibach  (* 14. September 1928 in Paderborn; † 10. Juni 1987 in Lübeck) war ein deutscher Theaterregisseur und -intendant, Drehbuchautor und Schauspieler.

## Leben
Karl Vibach, Sohn eines gleichnamigen Beamten, wurde im westfälischen Paderborn geboren und wuchs in Breslau auf, wo er die Schule besuchte. Bereits als Schüler stand er auf der Bühne und wirkte häufig als Statist an Aufführungen der Schlesischen Oper mit. In Berlin besuchte er die Königstädtische Oberrealschule.
Gegen Ende des Zweiten Weltkriegs wurde er noch als Soldat zur Wehrmacht eingezogen.
Im Jahr 1946 begann er in Berlin seine  Ausbildung an der Max-Reinhardt-Schule des Deutschen Theaters Berlin. Dort lernte er Gustaf Gründgens kennen. Anschließend war er in Stuttgart und Kassel auf der Bühne tätig. Als Filmschauspieler vor der Kamera stand er in Morituri (1948, Regie Eugen York) mit der Rolle des deutschen Soldaten Georg, außerdem  in der Komödie Von Liebe reden wir später (1953, Regie Karl Anton) als Carlo Hollmann. In Kassel begegnete er  der Schauspielerin Marianne Schubart, die er 1954 in Krefeld heiratete.
1952 verpflichtete ihn Gründgens als seinen Regieassistenten in Düsseldorf; 1955 ging er mit Gründgens zum Deutschen Schauspielhaus nach Hamburg, wo er auch in dessen Faust-Inszenierung mit ihm auftrat. Als künstlerischer Leiter begleitete er das Faust-Ensemble Gründgens’ nach Moskau (1958), Sankt Petersburg (damals Leningrad) und New York (1961). In Moskau sprang er kurzfristig für Gründgens als Mephisto ein.
1960 verließ Vibach Hamburg. Er wurde 1959 als Deutschlands jüngster Intendant Leiter des Nordmark-Theaters in Schleswig, heute Teil des Schleswig-Holsteinischen Landestheaters. Als Nachfolger von Günther Lüders wechselte Vibach 1963 zum Württemberger Staatstheater Stuttgart, wo er als Schauspieldirektor bis zu seinem Rücktritt 1966 tätig war.
1967 kam Vibach nach Lübeck und wurde zunächst Intendant der Bühnen der Hansestadt Lübeck und bald auf eigenes Betreiben zum Generalintendanten ernannt. In den elf Jahren des Wirkens schuf er 140 eigene Inszenierungen und brachte in der Stadt zum ersten Mal Musicals auf die Bühne. Diese Form des Musiktheaters hatte er bei einem USA-Aufenthalt kennengelernt. Es entsprach seiner Vorliebe für Schauspieler, die sich von den traditionellen Theatersparten gelöst hatten und sprechen, singen und tanzen konnten.
Zu seinen größten Musicalerfolgen gehörten Inszenierungen wie Schwarzer Jahrmarkt, Porgy and Bess, Cabaret oder The King and I mit Freddy Quinn sowie Lady in the Dark, das er zusammen mit seiner Frau Marianne Schubart-Vibach ins Deutsche übersetzte (Die Dame im Dunkeln). Die aufwändigen Revue- und Musicalproduktionen mit bekannten Darstellern jenseits ihres Karrierehöhepunkts wie Luise Ullrich in Alexis Sorbas fanden regen Zuspruch des Publikums, stießen bei den Orchestermusikern, die sich unterfordert fühlten, jedoch auf Unmut. In der Zeitschrift Theater heute wurde Vibach vorgeworfen, das Lübecker Theater werde zum Unterhaltungstheater; Generalmusikdirektor Bernhard Klee verließ 1973 das Theater, auch Generalmusikdirektor Matthias Kuntzsch ging vor Ablauf seines Vertrages.
Neben seiner Theaterarbeit, die insgesamt über 160 Bühneninszenierungen (darunter etwa 60 Musicals, meist deutsche Erstaufführungen) umfasst, schrieb Vibach das Drehbuch für die Fernsehspiele Eine kleine Harmonielehre  (1966) und Paradies auf Erden  (1967). Zwischen 1963 und 1971 führte er als freischaffender Regisseur auch Filmregie, zumeist bei Fernsehfilmen.
Die nächsten Stationen waren 1978 bis 1984 das Theater des Westens in Berlin, wo er als Intendant und Geschäftsführer wirkte, gefolgt vom Hamburger Operettenhaus. Dort wurde seine Große Freiheit Nr. 7 mit Freddy Quinn allerdings zum finanziellen Fehlschlag.
Im Sommer 1984 übernahm Vibach die Intendanz der Bad Hersfelder Festspiele. Am 13. Januar 1987 verletzte er sich schwer bei einer Theaterprobe auf der Bühne des Schauspielhauses Zürich.  Noch vom Krankenbett aus organisierte er die Bad Hersfelder Festspiele des Jahres 1987. Am  10. Juni 1987 erlag er im Alter von 58 Jahren in seinem Wohnort Lübeck den Folgen der Verletzung, die er in Zürich erlitten hatte. Er hatte zwei Kinder (Nanette und Babette).

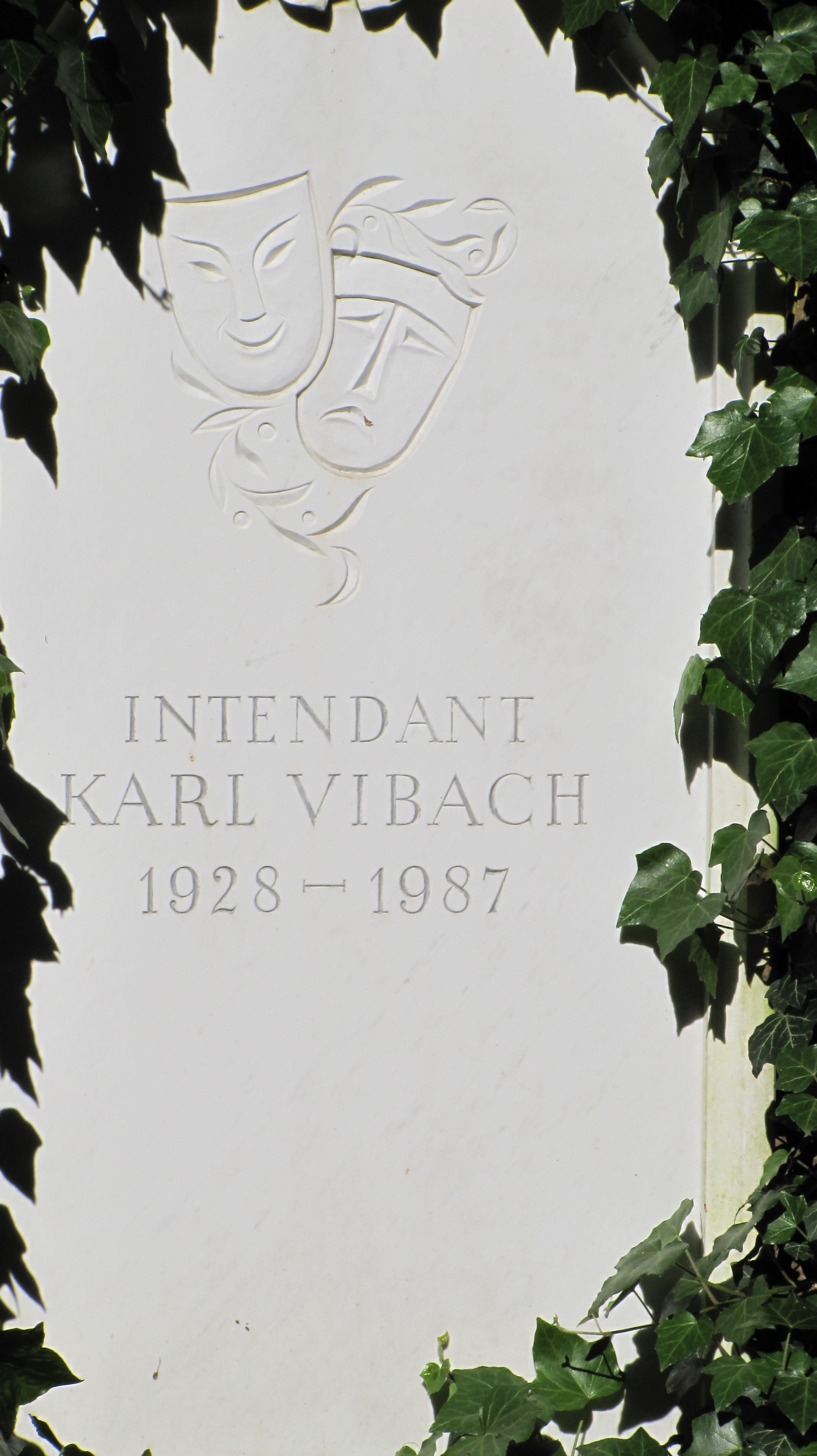
Grabstein Karl Vibachs auf dem Burgtorfriedhof

Karl Vibachs Grab befindet sich auf dem Lübecker Burgtorfriedhof.

## Auszeichnungen
- 1959: Fernsehpreis Salzburger Festspiele (Libretto: Die Auszeichnung)
- 1975: Silbernes Blatt Dramatiker-Union